# ميكائيل بيرنفورس
ميكائيل بيرنفورس (بالسويدية: Mikael Pernfors) مواليد 16 يوليو 1963 في مالمو، هو لاعب كرة مضرب سويدي سابق بدأ مسيرته كمحترف سنة 1985 وكان يلعب باليد اليمنى، اعتزل اللعب في 1996. أعلى تصنيف له في الفردي كان المركز الـ 10 في سنة 1986. فاز بجائزة أفضل لاعب متحسن من قبل رابطة محترفي كرة المضرب.

## النهائيات

### نهائيات البطولات الكبرى

#### الفردي: 1 (0–1)
| الحصيلة | السنة | البطولة        | الأرضية | المنافس في النهائي | النتيجة في النهائي |
| الوصافة | 1986  | فرنسا المفتوحة | ترابية  | إيفان ليندل        | 6–3, 6–2, 6–4      |

### نهائيات سلسلة الأساتذة

#### الفردي: 1 (1–0)
| الحصيلة | السنة | البطولة             | الأرضية | المنافس في النهائي | النتيجة في النهائي |
| الفوز   | 1993  | بطولة كندا للأساتذة | صلبة    | تود مارتن          | 2–6, 6–2, 7–5      |

## الخط الزمني للفردي
مفتاح
| ف | ن | ن.ن | ر.ن | د# | د.م | ل | أ.أ | ت | غ | ب | ف | ذ | م.خ | ل.ت |

(ف) فاز بالبطولة (ن) وصل النهائي (ن.ن) نصف النهائي (ر.ن) ربع النهائي (د#) الأدوار الأربعة الأولى (د.م) دور المجموعات (ل) شارك في كأس ديفيز (أ.أ) خرج من الأدوار الاولى (ت) خسر التصفيات التأهيلية (غ) غاب عن الحدث أو البطولة (ب) حصل على ميدالية برونزية (ف) حصل على ميدالية فضية (ذ) حصل على ميدالية ذهبية (م.خ) بطولة الماسترز خُفضت إلى مرتبة أقل (ل.ت) البطولة لم تعقد في السنة المعينة.
لتجنب الارتباك وازدواجية الحساب، يتم تحديث هذه المعلومات إما في نهاية البطولة، أو عندما تكون مشاركة اللاعب في البطولة قد انتهت.
| الدورة                        | 1984                               | 1985                               | 1986                               | 1987                               | 1988                               | 1989                               | 1990 | 1991 | 1992 | 1993 | 1994 | م.ف    | ف-خ   |
| ----------------------------- | ---------------------------------- | ---------------------------------- | ---------------------------------- | ---------------------------------- | ---------------------------------- | ---------------------------------- | ---- | ---- | ---- | ---- | ---- | ------ | ----- |
| الجراند سلام                  |                                    |                                    |                                    |                                    |                                    |                                    |      |      |      |      |      |        |       |
| بطولة أستراليا المفتوحة للتنس | غ                                  | غ                                  | ل.ت                                | غ                                  | غ                                  | د3                                 | ر.ن  | غ    | غ    | غ    | د1   | 0 / 3  | 6–3   |
| دورة رولان غاروس الدولية      | غ                                  | غ                                  | ن                                  | د1                                 | د1                                 | د1                                 | غ    | غ    | غ    | غ    | د1   | 0 / 5  | 6–5   |
| ويمبلدون                      | غ                                  | غ                                  | د4                                 | د4                                 | غ                                  | د2                                 | غ    | غ    | غ    | غ    | غ    | 0 / 3  | 7–3   |
| أمريكا المفتوحة               | د1                                 | د1                                 | د2                                 | د1                                 | د3                                 | د4                                 | د1   | د1   | د1   | د2   | غ    | 0 / 10 | 7–10  |
| فوز-خسارة                     | 0–1                                | 0–1                                | 10–3                               | 3–3                                | 2–2                                | 6–4                                | 4–2  | 0–1  | 0–1  | 1–1  | 0–2  | 0 / 21 | 26–21 |
| سلسلة الماسترز                |                                    |                                    |                                    |                                    |                                    |                                    |      |      |      |      |      |        |       |
| إنديان ويلز                   | لم تكن ضمن سلسلة الماسترز قبل 1990 | لم تكن ضمن سلسلة الماسترز قبل 1990 | لم تكن ضمن سلسلة الماسترز قبل 1990 | لم تكن ضمن سلسلة الماسترز قبل 1990 | لم تكن ضمن سلسلة الماسترز قبل 1990 | لم تكن ضمن سلسلة الماسترز قبل 1990 | غ    | غ    | غ    | غ    | غ    | 0 / 0  | 0–0   |
| ميامي                         | لم تكن ضمن سلسلة الماسترز قبل 1990 | لم تكن ضمن سلسلة الماسترز قبل 1990 | لم تكن ضمن سلسلة الماسترز قبل 1990 | لم تكن ضمن سلسلة الماسترز قبل 1990 | لم تكن ضمن سلسلة الماسترز قبل 1990 | لم تكن ضمن سلسلة الماسترز قبل 1990 | د1   | غ    | غ    | د3   | غ    | 0 / 2  | 2–2   |
| مونت كارلو                    | لم تكن ضمن سلسلة الماسترز قبل 1990 | لم تكن ضمن سلسلة الماسترز قبل 1990 | لم تكن ضمن سلسلة الماسترز قبل 1990 | لم تكن ضمن سلسلة الماسترز قبل 1990 | لم تكن ضمن سلسلة الماسترز قبل 1990 | لم تكن ضمن سلسلة الماسترز قبل 1990 | غ    | غ    | غ    | غ    | غ    | 0 / 0  | 0–0   |
| روما                          | لم تكن ضمن سلسلة الماسترز قبل 1990 | لم تكن ضمن سلسلة الماسترز قبل 1990 | لم تكن ضمن سلسلة الماسترز قبل 1990 | لم تكن ضمن سلسلة الماسترز قبل 1990 | لم تكن ضمن سلسلة الماسترز قبل 1990 | لم تكن ضمن سلسلة الماسترز قبل 1990 | غ    | غ    | غ    | غ    | غ    | 0 / 0  | 0–0   |
| هامبورغ                       | لم تكن ضمن سلسلة الماسترز قبل 1990 | لم تكن ضمن سلسلة الماسترز قبل 1990 | لم تكن ضمن سلسلة الماسترز قبل 1990 | لم تكن ضمن سلسلة الماسترز قبل 1990 | لم تكن ضمن سلسلة الماسترز قبل 1990 | لم تكن ضمن سلسلة الماسترز قبل 1990 | غ    | غ    | غ    | غ    | غ    | 0 / 0  | 0–0   |
| كندا                          | لم تكن ضمن سلسلة الماسترز قبل 1990 | لم تكن ضمن سلسلة الماسترز قبل 1990 | لم تكن ضمن سلسلة الماسترز قبل 1990 | لم تكن ضمن سلسلة الماسترز قبل 1990 | لم تكن ضمن سلسلة الماسترز قبل 1990 | لم تكن ضمن سلسلة الماسترز قبل 1990 | غ    | غ    | غ    | ف    | غ    | 1 / 1  | 6–0   |
| سينسيناتي                     | لم تكن ضمن سلسلة الماسترز قبل 1990 | لم تكن ضمن سلسلة الماسترز قبل 1990 | لم تكن ضمن سلسلة الماسترز قبل 1990 | لم تكن ضمن سلسلة الماسترز قبل 1990 | لم تكن ضمن سلسلة الماسترز قبل 1990 | لم تكن ضمن سلسلة الماسترز قبل 1990 | غ    | د2   | غ    | د1   | غ    | 0 / 2  | 1–2   |
| ستوكهولم                      | لم تكن ضمن سلسلة الماسترز قبل 1990 | لم تكن ضمن سلسلة الماسترز قبل 1990 | لم تكن ضمن سلسلة الماسترز قبل 1990 | لم تكن ضمن سلسلة الماسترز قبل 1990 | لم تكن ضمن سلسلة الماسترز قبل 1990 | لم تكن ضمن سلسلة الماسترز قبل 1990 | غ    | غ    | غ    | د2   | غ    | 0 / 1  | 1–1   |
| باريس                         | لم تكن ضمن سلسلة الماسترز قبل 1990 | لم تكن ضمن سلسلة الماسترز قبل 1990 | لم تكن ضمن سلسلة الماسترز قبل 1990 | لم تكن ضمن سلسلة الماسترز قبل 1990 | لم تكن ضمن سلسلة الماسترز قبل 1990 | لم تكن ضمن سلسلة الماسترز قبل 1990 | غ    | غ    | غ    | غ    | غ    | 0 / 0  | 0–0   |
| فوز-خسارة                     | لم تكن ضمن سلسلة الماسترز قبل 1990 | لم تكن ضمن سلسلة الماسترز قبل 1990 | لم تكن ضمن سلسلة الماسترز قبل 1990 | لم تكن ضمن سلسلة الماسترز قبل 1990 | لم تكن ضمن سلسلة الماسترز قبل 1990 | لم تكن ضمن سلسلة الماسترز قبل 1990 | 0–1  | 1–1  | 0–0  | 9–3  | 0–0  | 1 / 6  | 10–5  |
| التصنيف                       | 434                                | 165                                | 12                                 | 33                                 | 19                                 | 48                                 | 175  | 240  | 234  | 29   | 940  |        |       |

## روابط خارجية
- ميكائيل بيرنفورس على موقع رابطة محترفي التنس (الإنجليزية)
- ميكائيل بيرنفورس على موقع الاتحاد الدولي لكرة المضرب (الإنجليزية)
- ميكائيل بيرنفورس على موقع كأس ديفيز (الإنجليزية)
- ميكائيل بيرنفورس على موقع خلاصة التنس.كوم (الإنجليزية)
- ميكائيل بيرنفورس على موقع إي إس بي إن.كوم (الإنجليزية)